# Kleine boswachter
De kleine boswachter (Hipparchia alcyone) is een dagvlinder uit de familie van de Nymphalidae, de vossen, parelmoervlinders en weerschijnvlinders en de onderfamilie Satyrinae. De voorvleugellengte bedraagt 27 tot 34 millimeter. De soort wordt makkelijk verward met de grote boswachter.
Door de verwarring met de grote boswachter is de verspreiding niet geheel duidelijk. De soort komt voor in delen van Centraal, Zuid- en Oost-Europa, Noord-Afrika, Klein-Azië en de Kaukasus. In Nederland en België komt de soort niet voor. De soort vliegt van juni tot september. De vlinder vliegt van 500 tot 1500 meter boven zeeniveau.

## Waardplant
De waardplant van de kleine boswachter zijn diverse grassen, zoals zwenkgras en kortsteel. De soort overwintert als rups.

## Externe link

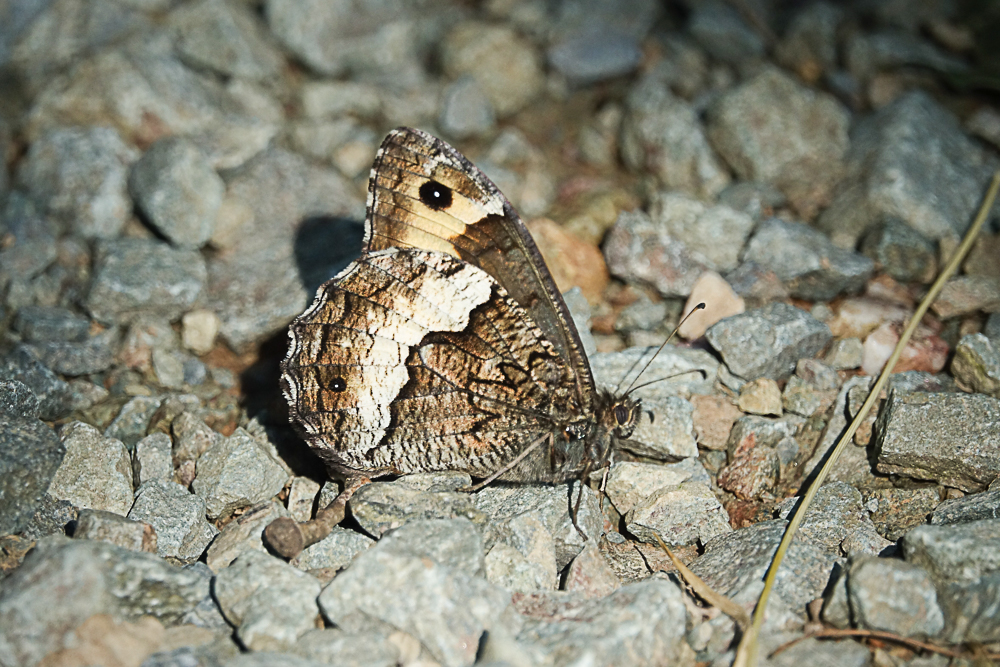
Kleine boswachter, Hipparchia alcyone